# Lỗ đen siêu khối lượng

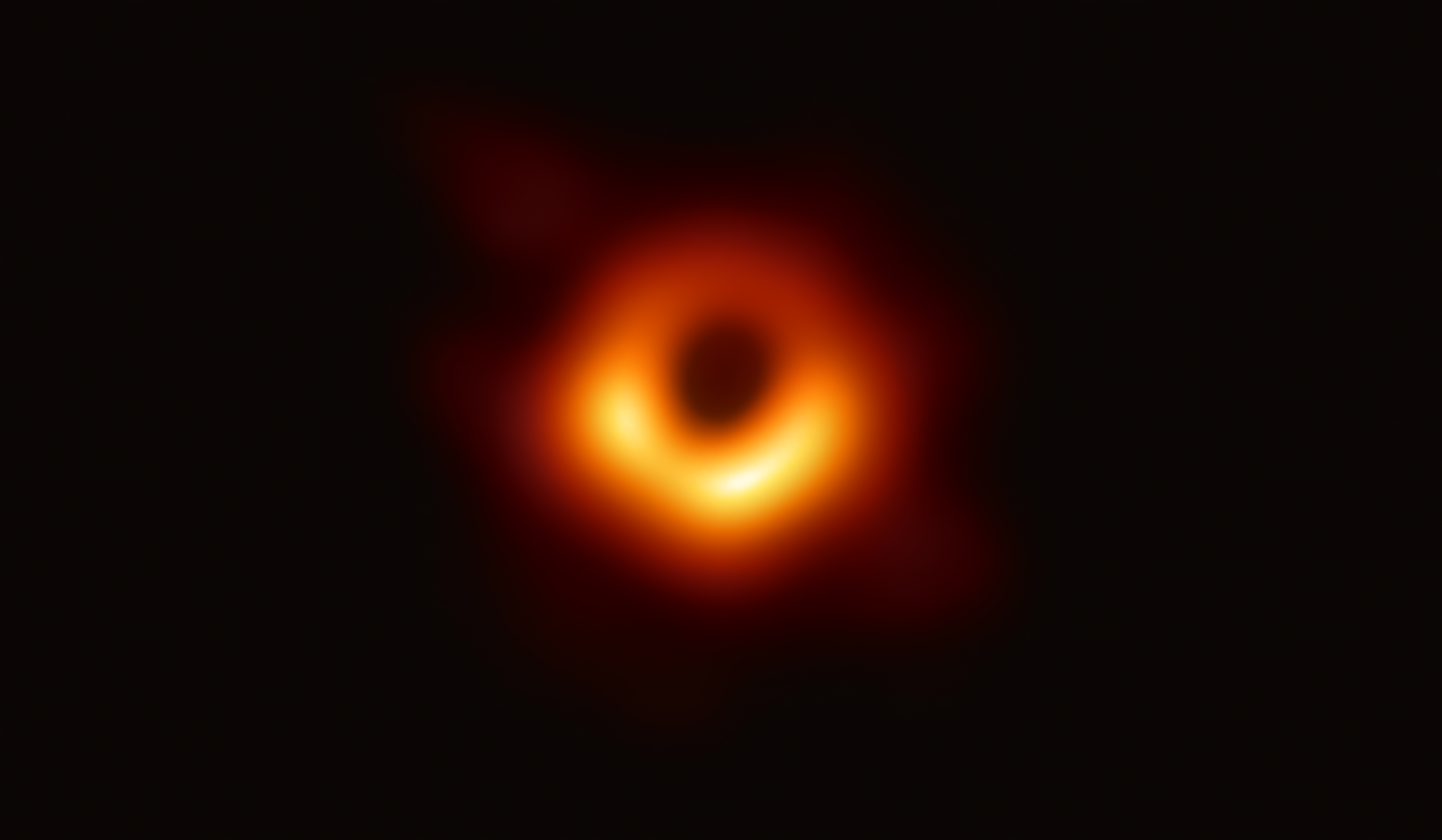
Đĩa bồi tụ bao quanh lỗ đen siêu khối lượng ở trung tâm của thiên hà elip khổng lồ Messier 87 trong chòm sao Xử Nữ. Khối lượng của nó ước tính bằng 6.5 ± 0.7 × vào năm 2019. Đây là hình ảnh thu được đầu tiên của dự án Kính thiên văn Chân trời sự kiện, công bố ngày 10 tháng 4 năm 2019.

Lỗ đen siêu khối lượng, lỗ đen siêu trọng hoặc lỗ đen siêu nặng là loại lỗ đen lớn nhất, có khối lượng từ hàng trăm nghìn đến hàng tỷ lần khối lượng Mặt Trời (105 đến 1,8 × 1010 M☉). Phần lớn các thiên hà, kể cả Ngân Hà, có chứa trong vùng nhân của mình một lỗ đen siêu khối lượng. So với các lỗ đen nhỏ, các lỗ đen siêu khối lượng có khối lượng riêng nhỏ hơn. Bán kính lỗ đen tỉ lệ thuận với khối lượng của nó. Lỗ đen là thiên thể dạng cầu được giới hạn bởi chân trời sự kiện, thể tích của nó tỷ lệ thuận với bán kính lũy thừa ba. Vì thế, khi khối lượng tăng, khối lượng riêng của lỗ đen giảm.
Lực thủy triều của lỗ đen siêu khối lượng ở vùng cận chân trời sự kiện nhỏ hơn nhiều so với các lỗ đen nhỏ hơn. Người quan sát trên chân trời sự kiện sẽ đứng xa điểm kỳ dị hơn so với lỗ đen nhẹ, vì thế lực triều sẽ nhỏ hơn. Lỗ đen siêu khối lượng có ảnh hưởng đến các vật thể quanh mình do khối lượng lớn của mình.
Một trong những lỗ đen siêu khối lượng gần Trái Đất nhất là ở trung tâm Ngân Hà, lỗ đen Nhân Mã A*.
Lỗ đen lớn nhất từng được phát hiện là Phoenix A.

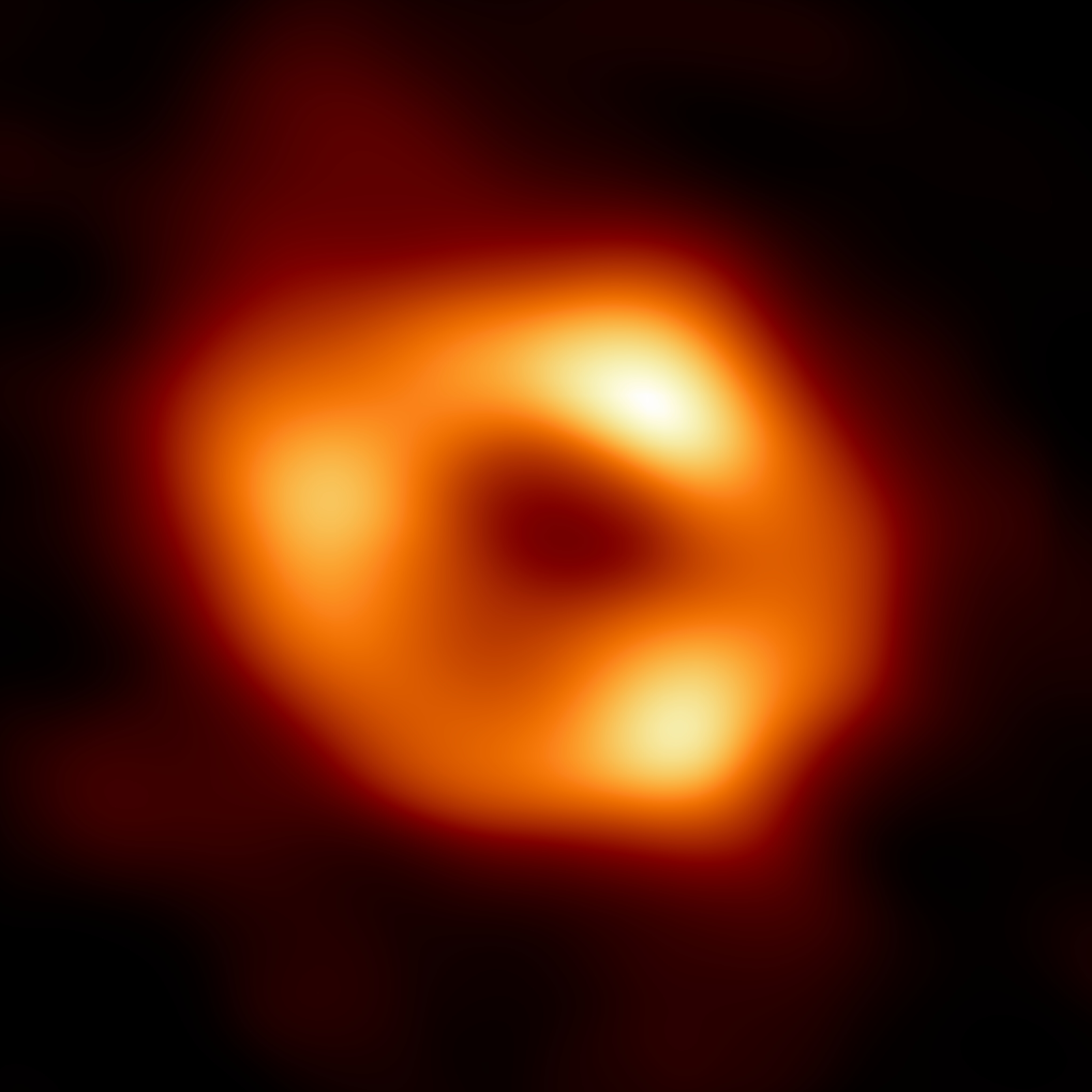
Nhân Mã A* chụp bởi kính thiên văn Chân trời sự kiện, công bố ngày 12 tháng 5 năm 2022.